# Mira Todorova
Pour les articles homonymes, voir Todorova.
Mira Todorova est une joueuse bulgare de volley-ball née le 12 avril 1994 à Chirpan. Elle mesure 1,87 m et joue au poste de centrale.

## Clubs
| Club                  | De        | À         |
| --------------------- | --------- | --------- |
| VK Maritsa Plovdiv    | 2007-2008 | 2012-2013 |
| VBC Voléro Zurich     | 2013-2014 | 2013-2014 |
| Smaesch Pfeffingen    | 2014-2015 | 2014-2015 |
| ES Le Cannet          | 2015-2016 | 2016-2017 |
| VBC Voléro Zurich     | 2017-2018 | 2017-2018 |
| Volero Le Cannet      | 2018-2019 | 2018-2019 |
| Racing Club de Cannes | 2019-2020 | 2019-2020 |
| Allianz MTV Stuttgart | 2020-2021 | …         |

## Palmarès

### Équipe nationale
- Ligue européenne
  - Vainqueur : 2018.

### Clubs
- Championnat de Bulgarie
  - Finaliste : 2011, 2012.
- Coupe de Bulgarie
  - Vainqueur : 2012.
  - Finaliste : 2011.
- Championnat de Suisse
  - Vainqueur : 2014, 2018.
- Coupe de Suisse
  - Vainqueur : 2014, 2018.
- Supercoupe de France
  - Vainqueur : 2015.
- Supercoupe de Suisse
  - Vainqueur : 2017.